# Елизабет Бохемска (1358 – 1373)
Елизабет Люксембургска-Бохемска (на немски: Elisabeth von Luxemburg-Böhmen; * 19 март 1358, Прага; † 4 септември или 19 септември 1373, Виена) от род Люксембурги, е първата съпруга на херцог Албрехт III от Австрия.

## Живот
Тя е единствената дъщеря на император Карл IV, крал на Бохемия, и третата му съпруга Анна Швайдницка. По-голяма сестра е на по-късния римско-немски крал Вацлав IV и полусестра на по-късния император Сигизмунд. Нейната по-голяма полусестра Маргарета (1335 – 1349) е от 1342 г. съпруга на Лайош I Велики, крал на Унгария. Елизабет е кръстена на баба си по бащина линия Елишка Пршемисловна (1292 – 1330).
Елизабет е сгодена през 1363/1364 г. за Ото V, по-късният маркграф на Бранденбург, но годежът се разваля през 1366 г.
На 19 март 1366 г. в Прага осемгодишната Елизабет се омъжва за Албрехт III (1349/1350 – 1395) от фамилията Хабсбурги, херцог на Австрия. Нейната овдовяла полусестра Катарина (1342 – 1395) се омъжва същия ден за Ото V.
Елизабет умира на 15 години бездетна през 1373 г. във Виена. Погребана е в гробницата на Хабсбургите в църквата на манастир Картаузе в Гаминг.
През 1375 г. Албрехт III се жени за Беатриса фон Нюрнберг (1362 – 1414), дъщеря на Фридрих V, бургграф на Нюрнберг и Елизабет фон Майсен.